# أمريكا المفتوحة 1995 (كرة مضرب)
قائمة بالأبطال في بطولة 1995 أمريكا المفتوحة:

## الكبار

### فردي رجال
بيت سامبراس هزم  أندريه أغاسي، 6-4, 6-3, 4-6, 7-5
- رابع ألقاب سامبراس في السنة والخامس والثلاثين في مشواره. كان ثالث فوز له بالبطولة، فاز أيضاً في 1990 و1993.

### فردي سيدات
شتيفي غراف هزم  مونيكا سيليش، 7-6, 0-6, 6-3
- سابع ألقاب غراف في السنة والسابع والتسعين في مشوارها. كان رابع فوز لها بالبطولة، فازت أيضاً في 1988, 1989, و1993.